# جولييت جوردون لوو
جولييت جوردون لوو (بالإنجليزية: Juliette Gordon Low)‏ (31 أكتوبر 1860 - 17 يناير 1927) كانت مؤسسة فتيات الكشافة في الولايات المتحدة الأمريكية، مع بمساعدة من السير بادن باول مؤسس الحركة الكشفية وبادن باول وجولييت إشتركا على حد سواء حب السفر ودعما للمرشدات. انضمت جولييت لحركة المرشدات، وتشكيل مجموعة من المرشدات في اسكتلندا في عام 1911.

## روابط خارجية
- جولييت جوردون لوو على موقع الموسوعة البريطانية (الإنجليزية)
- جولييت جوردون لوو على موقع إن إن دي بي (الإنجليزية)

- Juliette Gordon Low Birthplace
- Girl Scouts of The USA
- مؤلفات Juliette Gordon Low في مشروع غوتنبرغ
- أعمال أو نبذة عن جولييت جوردون لوو على أرشيف الإنترنت
- أعمال جولييت جوردون لوو في ليبري فوكس
- Juliette Gordon Low at فايند أغريف